# Región histórica

Algunas "regiones históricas" son de acuñación o delimitación reciente. La definición anglosajona de Oriente Medio (originalmente en inglés Middle East) fue inventada por el estratega militar estadounidense Alfred Mahan en 1902 para referirse a las inmediaciones del golfo Pérsico.

Una región histórica es definida como un área geográfica tradicionalmente asociada a un pueblo, sociedad o nación con características específicas que se manifiestan en elementos culturales, especialmente el idioma y la arquitectura, y con las cuales sus habitantes se identifican durante un período histórico determinado.[cita requerida]El hecho de compartir estos elementos entre poblaciones puede ser o no un factor en el surgimiento de un sentido de identidad. En algunos casos, estas regiones pueden corresponder con estados antiguos y ocupar un área geográficamente similar. Se estudian y analizan en términos del desarrollo social de las culturas históricas en un período específico sin referencia a factores políticos, económicos o sociales contemporáneos, aunque estos factores pueden llegar a tener alguna influencia sobre ellos y persistir en la organización estatal o administrativa moderna. [cita requerida]Las regiones históricas son en principio independientes de las demarcaciones políticas, si bien estas pueden acabar influyendo en ellas. El concepto se comenzó a utilizar y aplicar en estudios de etnografía, historia, arqueología y antropología cultural a principios del siglo xx.
Las definiciones del término región pueden variar entre macrorregiones, territorios estatales u otras áreas microrregionales más pequeñas. La proximidad geográfica es una condición necesaria para el surgimiento de una identidad regional. En Europa, estos se derivan principalmente del período de las grandes migraciones, pero desde una perspectiva contemporánea, están relacionados con los cambios territoriales entre 1918-1920 y el período posterior a la Guerra Fría.
Algunas de las regiones son de carácter reciente, como el Medio Oriente, una definición creada en 1902 por Alfred Mahan para referirse a la región que rodea el Golfo Pérsico.  Otros pueden tener su origen en la antigüedad y haber resurgido, como Israel o la Macedonia. En ciertos casos, son los mismos que los antiguos estados u organizaciones políticas (ducados o condados).

## Visiones, conceptos y usos de "región histórica"
Existen diferentes visiones, conceptos y usos del término región histórica. Se trata de un concepto de geografía histórica que comenzó a usarse y aplicarse a los estudios de etnografía, historia, arqueología y antropología cultural a principios del siglo xx.
Uno de los usos del término, es el utilizado desde las disciplinas académicas como el objeto sobre el que se desarrolla el estudio. Así pues, se trata de un área geográfica definida para estudiar y analizar la evolución social y cultural de sus habitantes en ella durante períodos específicos, sin referencia a las organizaciones económicas, sociales o políticas contemporáneas.[cita requerida]
Un punto de vista sostenido por Tägil, es que las viejas estructuras políticas y mentales existen y ejercen sobre la identidad espacial y social de los individuos una influencia mayor que la del mundo contemporáneo, determinada y muchas veces cegada por su propia cosmovisión (centrada, por ejemplo, en el estado-nación).
Desde una perspectiva esencialista, el concepto de región histórica es aplicado a áreas definidas que, a pesar de su naturaleza, no tienen un estado independiente o que han sido divididas administrativamente o incluso asimiladas posteriormente.
Con una perspectiva constructivista y contraria al enfoque esencialista, el historiador Ronny J. Viales Hurtado sostiene que la región debe entenderse como una construcción social, espacial, política, histórica y subjetiva. Propone un modelo de análisis conceptual-relacional que permita abordar la historia regional de manera integral y desde una perspectiva interdisciplinaria. Al ser la región una construcción social, y un elemento subjetivo y discursivo, esta en constante cambio y evolución.
También desde una perspectiva constructivista, Tilo Felgenhauer y Santiago Urrutia Reveco, señalan a las regiones como elementos subjetivos construidos socialmente y destacan que la construcción de regiones implica prácticas sociales y representaciones que pueden variar según contextos históricos y culturales, subrayando la importancia de considerar las regiones como construcciones sociales en constante transformación.
Cesar Moreno Macias explora la dicotomía entre enfoques esencialistas y constructivistas en la definición de regiones. Critica la visión que considera las regiones como entidades naturales y objetivas, y propone entenderlas como construcciones sociales e históricas en constante cambio.

## Niveles de aplicación

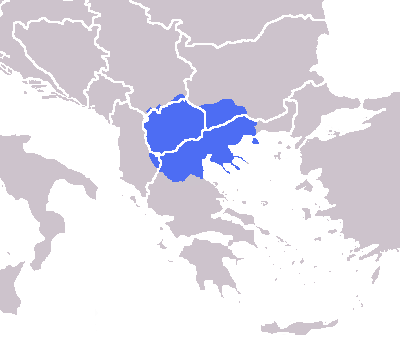
Región histórica de Macedonia, dividida en los estados actuales de Grecia, Macedonia del Norte, Albania, Bulgaria y Serbia, y cuyo uso nominal dio lugar a una disputa entre los dos primeros.

La región de Silesia, repartida entre Polonia, República Checa y Alemania, y origen de diversos conflictos fronterizos en diversas épocas históricas.

Las dimensiones de las regiones históricas varían mucho en macrorregiones a escala continental como Europa, territorios tradicionales de pueblos, naciones o países, o incluso microrregiones más pequeñas a nivel local como las ciudades. La proximidad geográfica es a menudo la condición necesaria para el surgimiento de una identidad regional. Una región histórica es un área demarcada en la que las poblaciones generalmente comparten un patrimonio y eventos históricos comunes y, a menudo, tienen características étnicas o lingüísticas específicas.[cita requerida] Los límites de estas regiones pueden coincidir o no con regiones geográficas o con entidades políticas aún existentes o ya extintas, como los estados o imperios modernos.
A menudo, independientemente de las estructuras predominantes y los cambios políticos y económicos dentro de los límites del área en cuestión, existe una conciencia común de los habitantes de pertenecer a la misma región histórica. Este sentimiento puede ser o no una fuente de identidad, según el caso. En Europa, las identidades regionales a menudo surgen del período de la migración, pero para la perspectiva contemporánea, están vinculadas al período de transformación territorial de 1918-1920, y luego a otro en el período posterior a la Guerra Fría.
Algunos nombres se refieren a períodos del pasado, como "Borgoña" que se remonta a los borgoñones. Otros aún podrían tomarse en la Antigüedad para actualizarse, como "Israel" o "Macedonia". Este es también el caso de ciertos estados de la Edad Media, como "Ghana" (el país moderno no coincide, además, con el Imperio de Ghana del pasado). Estos "injertos de nombres históricos" no siempre se llevan a cabo: así, el intento del gobierno francés de volver a poner en uso el nombre de la antigua región "Septimania" para nombrar la región francesa moderna de Languedoc-Rosellón fracasó.
Algunas regiones son de particular importancia cuando se estudian regiones geográficas durante ciertos períodos históricos: "Mesopotamia", por ejemplo, es muy importante en los campos de la historia antigua y la arqueología, mientras que otras regiones históricas están casi olvidadas (salvo por algunos especialistas), como "Moche" en Sudamérica o "Lunda" en el sur de África, mientras que se cuestiona la existencia misma de algunas, como en el caso de "Kitara" también en África.
Estas dudas son parte del debate científico: de hecho, el concepto de región histórica puede ser más o menos relevante según las circunstancias y el país. Algunos historiadores incluyen imperios o reinos extintos en el grupo de "regiones históricas", dando a la definición un significado más amplio. Pero en muchos casos, los imperios no cumplen con un grado suficiente de aislamiento e identidad específica, característico de la definición estricta de región histórica.[cita requerida]

## Elementos definidores
- Medio geográfico: Aunque el hombre establece los límites de la región histórica mediante la transformación paulatina del territorio, las regiones suelen compartir rasgos geográficos comunes.
- Economía: El sistema económico puede ayudar a delimitar regiones; por ejemplo, el capitalismo en la Europa de posguerra.
- Desarrollo socio-cultural: Interrelaciones socioculturales y creación de sociedades. Por ejemplo, las características similares entre sí y diferenciadoras del resto de las sociedades antiguas de Mesopotamia, Egipto y Grecia.
- Arquitectura: Propia de cada región con un desarrollo sociocultural similar, y que a su vez permite el estudio a diferentes escalas; por ejemplo, el Románico a escala europea, y el Románico Mudéjar a escala mucho menor.